# Joseph Hugues Boissieu La Martinière
Joseph Hughes (o Hugues) de Boissieu (de) La Martinière, también Joseph La Martinière (1758, Saint-Marcellin - océano Pacífico, 1788) fue un botánico, biólogo francés. Participó en la expedición de Jean-François de La Pérouse en 1785 y con él desapareció en el Pacífico, en 1788.

## Biografía
Joseph de Boissieu (de) La Martinière se deriva de la familia Boissieu-Perrin, antigua familia de burgueses de la vestimenta y de mercaderías de Dauphiné, ennoblecida en 1720 siendo un miembro barón bajo la Restauración borbónica en Francia. Era hijo de Jean Joseph de Boissieu (doctor en medicina de la Facultad de Montpellier y cónsul de Saint Marcellin) y de Marie Anne François; y nieto de Claude de Boissieu (mercader en Saint Appolinard, y luego burgués de Saint Marcellin) y de Anne Thérèse Tabaret.
Joseph de Boissieu La Martinière fue doctor en medicina y botánico del rey, formado en Montpellier. Tomó parte en la expedición científica de La Pérouse, partiendo en 1758, en dos navíos : L'Astrolabe y La Boussole. En diciembre de 1787, escapó de la muerte en las islas Samoa, huyendo a nado con un brazo, y en el otro con una bolsa de las plantas (Internet Les manants du roi). Durante el viaje, La Martinière enviaba a France numerosos reportes sobre sus descubrimientos botánicos y biológicos (helmintos, crustáceos copépodas y de numerosas otras especies marinas. Dejó correspondencia. En 1788, los dos navíos naufragaron en la isla de Vanikoro, archipiélago de las Salomón y todos los miembros de la expedición, con Boissieu desaparecieron. El cadáver de un miembro de la expedición fue descubierto en 2003, pero no ha sido identificado.
Joseph Hughes (o Hugues) de Boissieu (de) La Martinière es hermano de Pierre Joseph Didier de Boissieu (1754-1812), diputado no regicida en la Convención nacional.

## Herencia y honores

### Toponimia
Dos calles portan su nombre :
- calle La Martinière, en Saint-Marcellin (Isère)[1]
- calle Joseph de La Martinière, en el nuevo barrio de la Rouvière Longue à Murviel-lès-Montpellier.[2]

### Eponimia
Género botánico
dos flores portan su nombre (« Boissieu » latinizada):
- Bossiaea heterophylla[3]
- Bossiaea prostrata[4]

Especies
- Un ver helminthe, parasite du poisson, de la famille des capsalidae porte son nom « Martinière » latinizada : Capsala martinierei (Bosc, 1811).

## Abreviatura (zoología)
La abreviatura La Martinière  se emplea para indicar a Joseph Hugues Boissieu La Martinière como autoridad en la descripción y taxonomía en zoología.